# Ślub króla Władysława II Jagiełły i Elżbiety Granowskiej
Ślub króla Władysława Jagiełły z Elżbietą Granowską z Pileckich odbył się 2 maja 1417 roku w kościele św. Michała Archanioła w Sanoku. Ślubu udzielił arcybiskup lwowski Jan Mikołaj z Rzeszowa w obecności zupełnie zaskoczonych możnowładców, przybyłych na zjazd panów rady, a nie na uroczystość ślubną.

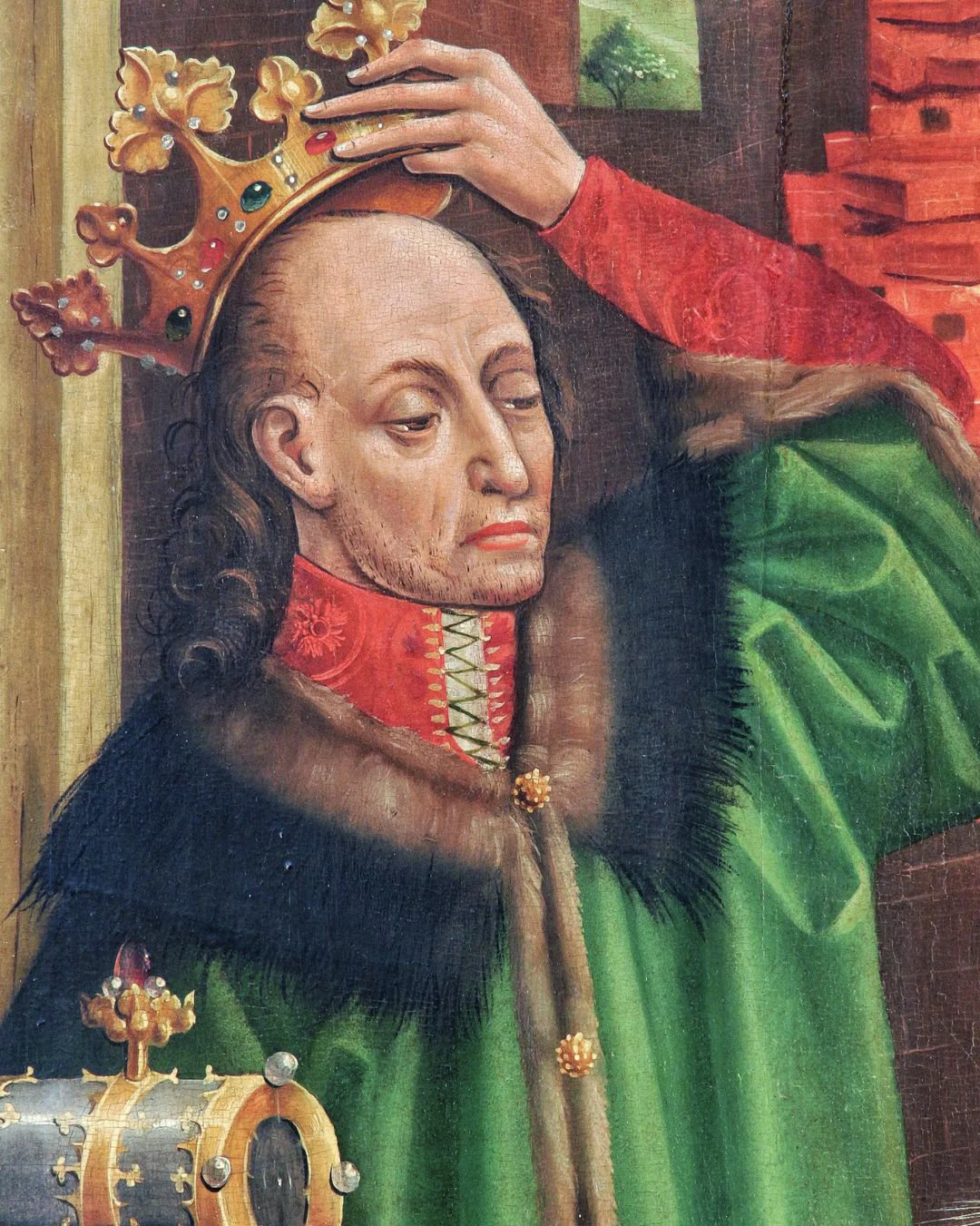
Władysław II Jagiełło

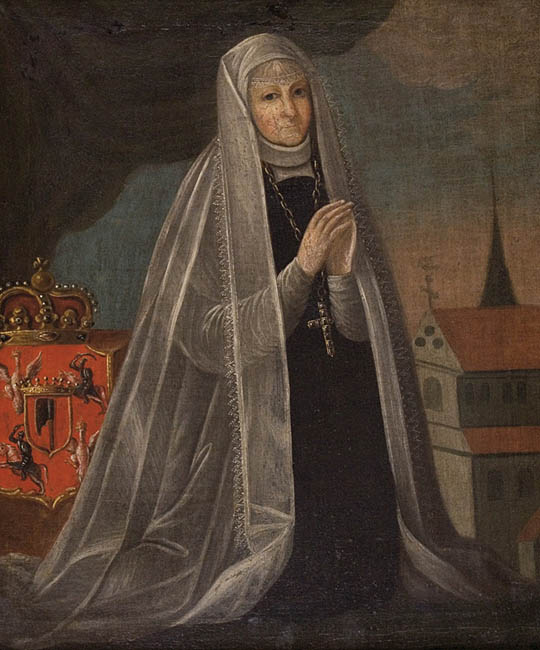
Elżbieta Granowska

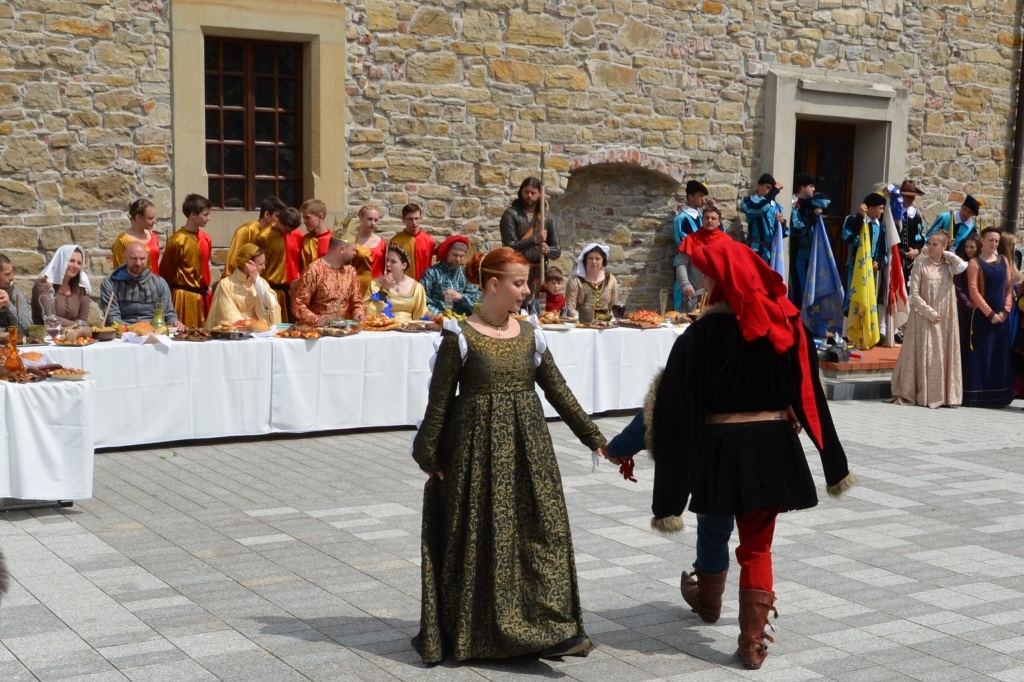
Rekonstrukcja historyczna ślubu w 2014 w Sanoku

## Historia
W chwili narzeczeństwa z Jagiełłą Elżbieta miała już za sobą trzy małżeństwa i wychowywała czworo dzieci. Jej małżonkami byli kolejno, rycerz morawski Wissel Czambor Wissenburg, drugim był morawski rycerz Jan z Jičina i Wincenty z Granowa herbu Leliwa. Sam Jagiełło bawił w Sanoku w czasie swojego panowania ponad trzynaście razy.
Oficjalne, zgodne z tradycją trzecie spotkanie z Jagiełłą, miało miejsce w Sanoku 1 maja 1417, i już na drugi dzień odbył się ślub w miejscowym kościele parafialnym św. Michała Archanioła, którego udzielił arcybiskup lwowski.
Małżeństwo to wzbudziło od samego początku gwałtowne protesty szlachty. Powszechnie uważano, że na króla rzucono czary, na domiar tego wiek i kondycja zdrowotna panny młodej nie rokowały nadziei na dalsze potomstwo. W chwili małżeństwa Elżbieta miała według jednych badaczy 37 lat, według innych 45 lat, natomiast Jagiełło mógł już wtedy liczyć 66 lat. Jan Długosz zanotował pewien wypadek jaki zdarzył się po wyjściu z kościoła królewskich małżonków, oceniany później przez potomnych jako zła wróżba. W czasie powrotu z kościoła na zamek miał padać ulewny deszcz, dodatkowo koło powozu zapadło się w błocie i złamało, przez co nowo poślubiona małżonka królewska musiała dalszą drogę na zamek odbyć pieszo.
Po oficjalnej ceremonii w Sanoku Piotr Kmita z Sobnia podjął na swoim zamku króla Władysława wraz z Elżbietą, i tu właśnie miało się odbyć królewskie wesele.
Mimo przeszkód stawianych przez radę królewską Jagiełło doprowadził do koronacji Elżbiety, która odbyła się na Wawelu 19 listopada 1417 roku. Aktu koronacji dokonał arcybiskup Jan Mikołaj, ten sam, który wcześniej udzielał parze królewskiej ślubu.
Stanisław Ciołek, sekretarz królewski, napisał z kolei alegoryczną bajkę, w której lew (Władysław Jagiełło) poślubia świnię (Elżbietę), po tym jak ta rzuciła na niego czary. Pochodzenie królowej, niekrólewskie choć jak najbardziej dostojne, było powodem wielu złośliwych plotek na jej temat.
"Helżbieta, córka Ottona, była za Granowskim; ta potem będąc wdową, dla pięknej urody, acz w leciach podeszła, szła za Jagiełłę”.
Po wyjeździe z Sanoka para królewska wyjechała do Lwowa.

## Odniesienia
Odniesienie do ślubu zawarł Zygmunt Kaczkowski w swojej powieści pt. Murdelio (1853). 
Rekonstrukcja historyczna ślubu odbyła się w Sanoku dwukrotnie: 20 czerwca 2014 podczas Światowego Zjazdu Sanoczan oraz 2 maja 2017 w 600. rocznicę wydarzenia.